# ورزشگاه فرناندو تورس
ورزشگاه فرناندو تورس (انگلیسی: Estadio Fernando Torres) یک ورزشگاه فوتبال در شهر فوئنلابرادا، اسپانیا است. این ورزشگاه که در سال ۲۰۱۱ تأسیس شده ۵٬۴۰۰ نفر ظرفیت دارد و ورزشگاه خانگی باشگاه فوتبال فوئنلابرادا محسوب می‌شود.
این ورزشگاه به دلیل تولد فرناندو تورس در شهر فوئنلابرادا به نام وی نام‌گذاری شده‌است.